# Herbert Bacher
Herbert Bacher (* 4. April 1930 in Klagenfurt; † 19. Mai 2012) war ein österreichischer Politiker (ÖVP).
Bacher war Kärntner ÖVP-Obman und Vorsitzender des Raiffeisenverbandes. 1964–1970 war er Obmann des Kärntner Bauernbundes. 1972–1978 war er zweiter Landeshauptmannstellvertreter in den Regierungen Sima II, Wagner I und Wagner II, nachdem er schon den Regierungen Wedenig V und Sima I angehört hatte. Dem Kärntner Landtag gehörte er 1960–1979 an (20., 21., 22., 23. und 24. Landtag).
Bacher erzielte in den Siebzigerjahren für die ÖVP Landtagswahlergebnisse über dreißig Prozent, was für diese in Kärnten historische Höchststände waren.